# ضفيرة خثلية علوية
الضفيرة الخثلية العلوية (في النصوص القديمة، الضفيرة الخُنثوية أو العصب أمام العجزي ) هي ضفيرة أعصاب تقع على الفقرات أمام تشعب الشريان الأورطي البطني. تتفرع لتشكل العصبَين الخثليَّين الأيمن والأيسر. الضفيرة الخُنثوية العلوية هي امتداد للضفيرة الأبهرية البطنية.

## بنية

### المستقبلات
تتلقى الضفيرة الخُثْلَوِيَّة العُلْوِيَّة مُساهمات من العصبين الحشويين القطنيين السُفليين (L3-L4)، وهما فرعان من العقدة السُلْسِلِيَّة. كما تحتوي على ألياف نظيرة ودية تنشأ من العصب الحشوي الحوضي (S2-S4) وتصعد من الضفيرة الخثلية السُفْلِيَّة؛ ومن الشائع أن تصعد هذه الألياف إلى الجانب الأيسر من الضفيرة الخُثْلَوِيَّة العُلْوِيَّة وتعبر فروع الشريان السيني والأوعية القولونية اليسرى، حيث تتوزع هذه الفروع نظيرة الودية على طول فروع الشريان المساريقي السفلي.

### الصادرة
من الضفيرة، تنتقل الألياف الودية إلى الحوض كجذعين رئيسيين - العصبين الخُنثويين الأيمن والأيسر - يقع كل منهما في منتصف الشريان الحرقفي الداخلي وفروعه. يستمر العصبين الخُنثويين الأيمن والأيسر كضفيرة خثلية سفلية؛ حيث يرسلان أليافًا ودية إلى الضفيرتين المبيضية والحالبية، اللتين تنبعان من الضفيرتين الودية الكلوية والأبهرية البطنية.

### العلاقات
غالبًا ما تنزاح الضفيرة الخثلية العلوية قليلاً إلى يسار خط الوسط. تقع بين الشرايين الحرقفية المشتركة. وهي أمام الفقرة القطنية الخامسة والنتوء العجزي، والتشعب الأبهريّ، والوريد الحرقفي المشترك الأيسر. وهي خلف الصفاق الجداري (مع وجود نسيج هالة لاوعائيّ بين هذين الهيكلين). وتقع بالقرب من قمة ارتباط المساريقا.

## الأهمية السريرية
استئصال العصب العجزي هو إجراء بالمنظار، حيث تُستأصل الضفيرة الخثلية العلوية، مما يُقطع مسار الألم عن العمود الفقري. يُجرى هذا الإجراء لعلاج آلام الحوض المزمنة عند فشل العلاج الطبي التقليدي.

## صور إضافية

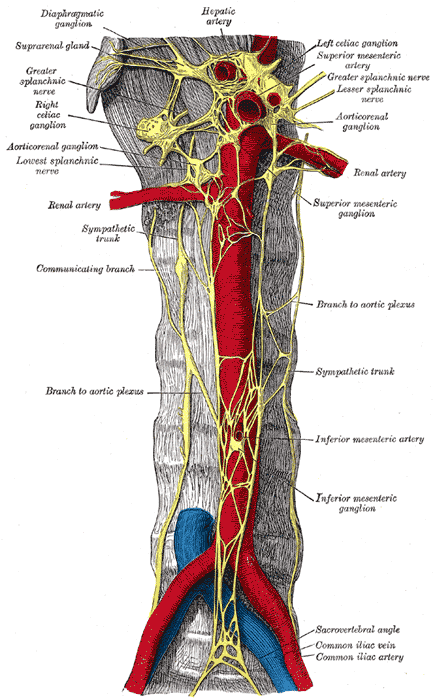

## روابط خارجية
- وحدة التشريح «Autonomics of the Pelvis - Page 4 of 12» على موقع جامعة ميشيغان
- درسٌ تشريحي حول posteriorabdomen مُعدٌ بواسطة ويسلي نورمان (جامعة جورجتاون). (posteriorabdmus&nerves)
- درسٌ تشريحي حول pelvis مُعدٌ بواسطة ويسلي نورمان (جامعة جورجتاون). (pelvicsympathnerves)
- تشريح دارتموث figures/chapter_32/32-6.HTM